# Международная ассоциация интеллектуального спорта
Международная ассоциация интеллектуального спорта (МАИС), англ. International Mind Sports Association (IMSA) — международная организация, образованная 19 апреля 2005 года четырьмя международными спортивными федерациями, входящими в состав Генеральной ассоциации международных спортивных федераций (GAISF):
- Всемирной федерацией бриджа (WBF),
- Международной федерацией шахмат  (FIDE),
- Всемирной федерацией шашек (FMJD) и
- Международной федерацией го (IGF).

В 2010 году статус  ассоциированного члена-наблюдателя IMSA получила Международная федерация покера (IFP).
На 2020 год в IMSA входили 7 международных федераций, включая, помимо четырёх основателей,
- Всемирную федерацию сянци (WXQ) — с 2015 года,
- Международная лига маджонга (MIL) — с 2017 года, и
- Федерацию карточных игр (FCG) — с 2018 года[2].

## Цель создания
Инициатором создания IMSA стал президент Международной федерации бриджа (WBF) Жозе Дамиани. Попытки включить в программу Олимпийских игр бридж и шахматы, международные федерации которых получили статус признанных МОК в 1999 году, не увенчались успехом. Именно поэтому Жозе Дамиани провел ряд консультаций с руководством МОК, после чего была намечена перспектива получения олимпийского статуса для международных игр по интеллектуальным видам спорта — Интелимпийских игр (Intelympic / Mindlympic Games), какой уже есть у Паралимпийских, Сурдлимпийских и Специальных олимпийских игр. Для реализации этой цели этой цели была создана IMSA, призванная проводить Всемирные интеллектуальные игры.

## Подготовка первых игр
Определению формата и правил первых Всемирных интеллектуальных игр был посвящён первый Форум интеллектуального спорта, организованный 2-10 февраля 2008 в Москве IMSA и её партнёром — Ассоциацией мультиспорта России. Ранее, 22 октября 2007 года, между этими организациями был подписан Меморандум о понимании. Инициатор и исполнительный директор Форума — генеральный секретарь Ассоциации мультиспорта России, советник президента IMSA Алексей Кыласов. В форуме приняли участие: 
представители международных федераций
- Жозе Дамиани, президент WBF (бридж);
- Кирсан Илюмжинов, президент FIDE (шахматы);
- Берик Балгабаев, советник президента FIDE;
- Владимир Птицын, президент FMJD (шашки);
- Юрий Черток, член президиума FMJD;
- Олег Гаврилов, член исполкома IGF (го), вице-президент Европейской федерации го (EGF);

представители российских федераций
- Максим Волков, президент Российской федерации го (РФГ)
- Илья Шикшин, ответственный секретарь РФГ;
- Валерий Закоптелов, президент Федерации спортивного бриджа России (ФСБР);
- Михаил Розенблюм, вице-президент ФСБР;
- Андрей Селиванов, почётный президент Российской шахматной федерации (РШФ)
- Игорь Глек, член комитета по печати и пропаганде РШФ;
- Александр Захряпин, президент Федерации шашек России (ФШР)
- Анатолий Шкодин, вице-президент ФШР.

представители других российских организаций
- Ирина Роднина, председатель Центрального совета ВДО «Спортивная Россия», трёхкратная олимпийская чемпионка;
- Ростислав Плаксин, первый заместитель директора ФГУ «Управление по организации и проведению спортивных мероприятий Росспорта»;
- Антон Мишнов, начальник отдела координации спонсорской деятельности ОАО «Лукойл»;
- Виктория Восканян, генеральный директор Brand Action Group (BAG);
- Максим Белицкий, директор спортивных проектов BAG.

Согласно резолюции форума была выработана программа взаимодействия между интеллектуальными видами спорта, утверждена программа Всемирных интеллектуальных игр в Пекине, в канун которых решено было провести предварительные соревнования — Первые международные игры интеллектуальных видов спорта «Кубок IMSA».

## Первые игры
Первые Всемирные интеллектуальные игры прошли в Пекине в период с 3 октября по 18 октября 2008 года. Всего было разыграно 35 комплектов наград в 5 интеллектуальных видах спорта: 10 – в шахматах, 9 – в бридже, 6 – в го, 5 – в шашках, 5 – в китайских шахматах сянци. В соревнованиях приняли участие 4435 спортсменов из 143 стран. Победителями, как и ожидалось, стали хозяева – китайцы с 26 медалями (12 золотых, 8 серебряных и 6 бронзовых), на втором месте россияне с 8 медалями (4+1+3).

## Последующие игры
В результате подписания в 2010 года соглашения IMSA с Международным конвентом «Спорт-Аккорд» все последующие Всемирные интеллектуальные игры будут проводиться под этим зонтичным брендом и называться Всемирные интеллектуальные игры «Спорт-Аккорд» (SportAccord World Mind Games). Первые игры с новым названием состоялись опять в Пекине, в период с 8 декабря по 16 декабря 2011 года.